# Himnes a la nit
Himnes a la nit (en alemany: Hymnen An Die Nacht) és una poesia de prosa dels anys 1800 de l'alemany Novalis. Els poemes van ser publicats originàriament en la revista literària Athenaeum, que era la publicació principal de l'anomenat primer romanticisme alemany amb seu a la ciutat de Jena. El llibre va ser l'única obra important que Novalis va completar durant la seva vida, i junt amb la col·lecció Geistliche Lieder és el punt culminant de la seva poesia.

## Origen i influències

### Versions
Dels himnes existeixen dues versions diferents. El primer, una escrita a mà en vers, cap a finals de 1799 o començaments de 1800. La versió impresa -segona versió- de fet prevista per Novalis amb el títol abreujat La Nit va ser realitzada solament una mica més tard, en el període comprès entre finals de gener i principis de febrer de 1800. Està en gran part escrita en prosa rítmica, aquesta versió en prosa va ser seleccionada pel mateix Novalis per a una versió impresa i, per tant, pot prendre's com el disseny final, més proper a les seves intencions. Per aquesta raó, l'Athenaeum en general s'usa en investigació. No hi ha precursor de la versió escrita a mà dels himnes. La versió en prosa es dirigeix menys al subjectiu i el privat. El relator del text no és Novalis, sinó un ego líric, però, tanmateix, els himnes contenen molts elements autobiogràfics o si més no afavoreixen aquesta lectura. En un cert sentit, poden veure's com una expressió dels esdeveniments i desenvolupament a la vida de Novalis entre 1797 i 1800. Aquests inclouen, entre d'altres, la mort de Sophie von Kühn, el compromís amb Julie Charpentier, estudiant de la Universitat de Freiberg, i els enfrontaments intel·lectuals amb les connexions entre la ment i la natura i diverses idees sobre la natura. A l'igual d'altres autors alemanys de l'època romàntica, el seu treball en la indústria minera, que estava experimentant els primers passos de la industrialització, va estar estretament relacionada amb la seva obra literària.